# Khamis Saad Mubarak
Khamis Saad Mubarak (né le 4 octobre 1970) est un joueur de football international émirati, qui évoluait au poste d'attaquant.

## Biographie

### Carrière en sélection
Avec l'équipe des Émirats arabes unis, il figure dans le groupe des sélectionnés lors de la Coupe d'Asie des nations de 1996.
Il dispute également la Coupe des confédérations de 1997. Lors de cette compétition, il joue contre l'Uruguay, l'Afrique du Sud et la République tchèque.
Il joue enfin 4 matchs comptant pour les éliminatoires de la Coupe du monde 1998.

## Palmarès
Émirats arabes unis
- Coupe d'Asie des nations :
  - Finaliste : 1996.